# Raphaël Llodra
Raphaël Llodra (né le 29 juillet 1992) est un combattant de muay-thaï français. Dans la catégorie poids moyens, il a décroché la ceinture mondiale WBC de muay-thaï ainsi que la ceinture intercontinentale WMC.

## Carrière dans le muay-thaï
Llodra remporte le titre intercontinental WMC (−72 kg) en battant Marco Piqué lors du Best of Siam 3 à Paris, le 14 février 2013.
Il décroche la ceinture mondiale WBC en poids moyens à La Riche, en France, à l'issue de sa victoire contre Jacub Gazdik le 9 mars 2013,.
Raphaël gagne sa ceinture de champion mondial ISKA en remportant son combat contre Sua Dam à Bagnolet le 4 mai 2013.
Lors du Best of Siam 4 à Paris, Llodra est déclaré vainqueur sur décision partagée des juges contre Panom Topkingboxing le 20 juin 2013.
Il perd une décision serrée contre Berneung TopkingBoxing à Bangkok lors de la Queen's Cup 2013. L'enjeu de la rencontre visait le titre mondial WPMF.
Il se retrouve face à Diogo Calado, lors du tournoi Enfusion 33, en vue du titre Enfusion 75 kg. Llodra finit par perdre par knock-out technique (TKO) au troisième round.
À l'issue de sa rencontre avec Saiyok Pumpanmuang au Thai Fight Paris le 8 avril 8 2017, il remporte la victoire par décision unanime des juges.
- année 2013, champion mondial ISKA de muay-thaï (73 kg)[13]
- année 2013, champion mondial WBC de muay-thaï catégorie poids moyens (160 livres/72,5 kg)[5]
- année 2013, champion intercontinental WMC de muay-thaï (72 kg)[14]
- année 2011, champion de France FMDA de muay-thaï Classe B (75 kg)[15]